# 马克斯·普朗克分子生物医学研究所

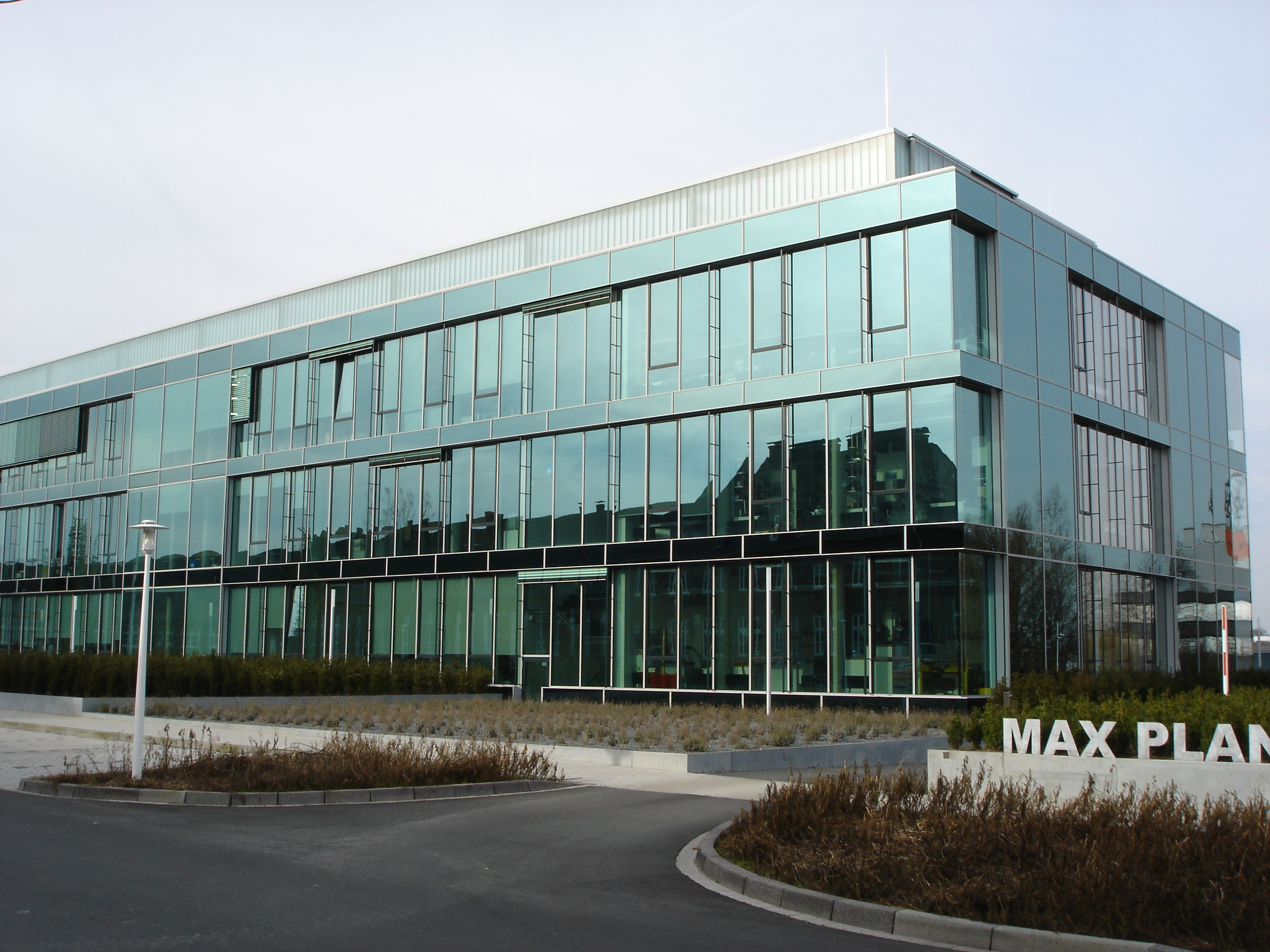
位於明斯特倫琴街的研究所建築。

馬克斯·普朗克分子生物醫學研究所（Max-Planck-Institut für molekulare Biomedizin）成立於2001年4月1日，位於德國北萊茵-威斯特法倫的明斯特，隸屬於馬克斯·普朗克學會。現任所長為薩拉·維克斯特倫教授。

## 歷史
該研究所於2001年8月1日在德國明斯特成立。創始所長為迪特瑪·維斯特韋伯教授。2004年，新增一個部門（漢斯·羅伯特·舍勒教授）。同年，研究所更名為馬克斯·普朗克分子生物醫學研究所。2006年，研究所遷至一棟現代化新大樓，提供更。2007年底，新增多空間與設備拉爾夫·H·亞當斯教授領導的部門，該團隊從英國癌症研究基金會倫敦研究所轉至本所。2021年10月底，漢斯·羅伯特·舍勒退休後仍以研究組長身份留任，薩拉·維克斯特倫教授於2021年11月起接任所長。

## 部門
來源：
- 血管細胞生物學部（主任：迪特瑪·維斯特韋伯教授）；2001年8月1日設立
- 組織形態發生部（主任：拉爾夫·亞當斯教授）；2007年10月1日設立
- 細胞與組織動力學部（主任：薩拉·維克斯特倫教授）；2021年11月1日設立

## 研究領域

### 血管細胞生物學部
該部門專注於研究白血球遷移至炎症部位的機制。  

### 組織形態發生部
研究細胞如何形成組織，尤其是血管生成。  

### 細胞與組織動力學部
探討組織結構的調控原理。  

## 學位課程
- 該所與明斯特大學合作開設分子生物學理學碩士及博士課程，均以英語授課。

## 外部連結
- 馬克斯·普朗克分子生物醫學研究所官方網站
- 國際馬克斯·普朗克研究學院－分子生物醫學（IMPRS-MBM）

51°58′5″N 7°35′27″E / 51.96806°N 7.59083°E